# Song of the Deep
Song of the Deep é um videojogo de estilo metroidvania, produzido pela Insomniac Games. Tem lançamento previsto para 12 de Julho de 2016 para Microsoft Windows, PlayStation 4 e Xbox One. Em adição à distribuição digital, a companhia de retalho GameStop está a colaborar com a Insomniac para lançar uma edição física em disco, a primeira incursão da companhia na distribuição. Song of the Deep será apresentado intercaladamente como um livro para crianças, e a Insomniac está a trabalhar com a Sterling Publishing para editar um livro de crianças relacionado com o jogo.
Em Song of the Deep o jogador controla Merryn, a filha de um pescador desaparecido, que constrói um submarino para o ir procurar.

## Jogabilidade
Song of the Deep é um jogo de aventura, ao estilo metroidvania, jogado numa perspectiva bi-dimensional em side-scroller (deslocação lateral). O jogador controla Merryn, a filha de um pescador desaparecido, que constrói um submarino para o ir procurar. Há áreas do jogo que requerem que o jogador procure certas melhorias para que Merryn consiga ultrapassar os obstáculos e continuar a exploração. Apesar de haver criaturas que magoam Merryn, o jogo está mais dirigido para a exploração e para os puzzles. O submarino pode ser melhorado com novas habilidades através de uma substancia chamada Tyne.

## Sinopse
“Merryn espera toda a noite pelo pai que saiu para ir pescar. Mas este nunca regressa. Depois de ter um sonho muito real que mostrava o seu pai preso no fundo do mar, Merryn decide ir salvá-lo e constrói um pequeno submarino para partir em seu auxilio. Pelo caminho, ela fará amigos, descobrirá novas civilizações perdidas e ruínas, e melhorará o seu submarino para puder explorar ainda mais a fundo. O terreno e os monstros das profundezas são assustadores, mas a coragem, a inteligência e o amor de Merryn pelo seu pai vão ajudá-la a superar todas as adversidades.”